# Падински процеси
Групу падинских процеса чине три геоморфолошка процеса: делувијални, пролувијални и колувијални. Они се јављају на падинама и по правилу делују удружено. Прелазе један у други. Њихови ефекти се издвајају тек у екстремним случајевима. 
Битне карактеристике падинских процеса су:
- делувијални, пролувијални и колувијални процес су просторно и временски неодвојиви. Сва три процеса се јављају на падинама и косинама, развијају се на истом месту и у исто време, делују удружено и често прелазе један у други;

- сва три процеса су просторно ограничена. Брдске падине, односно долинске стране, или косине начињене људском делатношћу, на којима се јављају, имају ограничене димензије које се најчешће крећу у хектометарском, или декаметарском, ређе километарском реду величина;

- сва три процеса су временски ограничена. Њихово трајање се прати током једног људског века и најчешће се мери данима, понекад недељама, а ређе и годинама, или десетинама година;

- падински процеси су вишеструко обновљиви у кратким временским интервалима, који се такође прате током једног људског века. Ти интервали могу трајати данима, недељама и годинама, а много ређе десетинама и стотинама година.